# پرونده الکترونیک بیمار
پرونده الکترونیک بیمار: پرونده الکترونیک بیمار یا پرونده الکترونیک سلامت مدرکی است که عمدتاً مراقبت‌های دوره‌ای ارائه شده به وسیلهٔ مراکز درمانی را توصیف می‌کند و در بیمارستان و سایر مراکز ارائه خدمات درمانی مثل واحدهای تخصصی یا مراکز بهداشتی نیز ایجاد می‌شود.
پرونده الکترونیکی بیمار نوع الکترونیکی پرونده سلامت شخصی می‌باشد.
ثبت الکترونیکی سلامت (EHR) و یا مدارک الکترونیکی پزشکی (EMR)، به مجموعه نظام مندی از اطلاعات سلامت بیمار و جامعه الکترونیکی ذخیره شده در فرمت دیجیتال دارد. این سوابق را می‌توان در سراسر مراکز بهداشتی درمانی مختلف به اشتراک گذاشت. سوابق از طریق، سیستم‌های اطلاعات سازمانی وسیع متصل به شبکه یا دیگر شبکه‌های اطلاعات و مبادله‌ای به اشتراک گذاشته می‌شود. EHRها ممکن است شامل طیف وسیعی از اطلاعات، از جمله جمعیت، سابقه پزشکی، دارو و آلرژی، وضعیت ایمن‌سازی، نتایج آزمایش‌ها، تصاویر رادیولوژی، علائم حیاتی، آمار شخصی مانند سن و وزن، و اطلاعات صورت حساب باشد.
سیستم‌های EHR برای ذخیره داده‌ها با دقت بالا و برای ثبت حالات یک بیمار در طول زمان طراحی شده‌اند. این کار نیاز برای پیگیری سوابق کاغذی قبلی پزشکی را از بین می‌برد و در تضمین اطلاعات دقیق و خوانا به بیمار کمک می‌کند. این کار می‌تواند خطر تکرار داده‌ها را کاهش دهد چون تنها یک فایل قابل تغییر وجود دارد، که بدان معنی است که فایل به احتمال زیاد به روز می‌باشد، و خطر از دست رفتن اطلاعات کاغذی را از بین می‌برد. از آنجا که اطلاعات دیجیتال قابل جستجو و در یک فایل مجرد می‌باشند، EMR در هنگام استخراج داده‌های پزشکی برای بررسی حالات ممکن و تغییرات دراز مدت در یک بیمار مؤثر باشند. مطالعات جمعیتی از مدارک پزشکی ممکن است با استفاده گسترده از EHR و EMR تسهیل گردد.

## واژگان
لغت EHR، پرونده الکترونیکی بیمار (EPR) و EMR اغلب به جای یکدیگر استفاده می‌شوند، اگر چه در حال حاضر تفاوت بین این مدل‌ها تعریف شده‌است. پرونده الکترونیکی سلامت (EHR) یک مفهوم در حال تحول تعریف شده به عنوان یک مجموعه طولی از اطلاعات الکترونیکی سلامت بیماران منفرد یا مجوعه آن‌ها است. (نگاه کنید به مرجع 1.) EMR، در مقابل، به عنوان پرونده بیمار که توسط ارائه دهندگان خاص در بیمارستان‌ها و محیط‌های سرپایی ایجاد شده تعریف می‌شود و می‌تواند به عنوان یک منبع اطلاعات برای یک EHR استفاده شود.
در مقابل، یک پرونده سلامت شخصی (PHR) یک برنامه الکترونیکی برای ثبت اطلاعات پزشکی شخصی است که فرد بیمار آن‌ها را کنترل می‌کند و ممکن است در دسترس ارائه دهندگان خدمات سلامت قرار گیرد.

## مقایسه با پرونده‌های کاغذی
دولت‌های فدرال و ایالات، شرکت‌های بیمه و دیگر موسسات بزرگ پزشکی به شدت تصویب استفاده از سوابق پزشکی الکترونیکی را ترویج می‌دهند. کنگره آمریکا از یک فرمول شامل دو مشوق (تا ۴۴۰۰۰ $ برای هر پزشک به عنوان مدیکر، یا تا ۶۵۰۰۰ $ در طول شش سال به عنوان خدمات درمانی) و مجازات (یعنی بازپرداخت مدیکر و خدمات درمانی به پزشکانی که موفق به استفاده از EMRها تا سال ۲۰۱۵ نشده‌اند، برای بیماران تحت پوشش کاهش می‌یابد) برای اجرای قانون استفاده از EMR / EHR در مقابل ادامه استفاده از اسناد کاغذی به عنوان بخشی از فناوری اطلاعات سلامت برای بهداشت اقتصادی و بالینی (HITECH) مصوب بخش بازیابی و سرمایه‌گذاری مجدد آمریکا در سال ۲۰۰۹، استفاده می‌کند.
یک مطالعه VA تخمین زده‌است که سیستم مدارک پزشکی الکترونیکی ممکن است بازده کلی را در هر سال ۶ درصد بهبود بخشد، و هزینه ماهانه یک EMR ممکن است (بسته به هزینه‌های EMR) به اندازه هزینه تنها چند آزمایش «غیر ضروری» یا پذیرش تفاوت کند. جروم گروپمن این نتایج را مورد ستیزه قرار داده، و به صورت عمومی پرسید «چگونه چنین ادعاهای چشمگیر صرفه جویی در هزینه‌ها و بهبود کیفیت می‌تواند درست باشد». در یک بررسی در سال ۲۰۱۴ با استفاده از پزشکان کالج آمریکایی به عنوان افراد نمونه، نشان داد که پزشکان خانواده در هنگام استفاده از EMRها روزانه ۴۸ دقیقه زمان بیشتر صرف می‌کنند. ۹۰٪ گزارش داده‌اند که حداقل ۱ عملکرد مدیریت داده پس از استفاده از EMRها کندتر بود، و ۶۴٪ گزارش شده داده‌اند که نوشتن گزارش زمان طولانی زمان بیشتری می‌گیرد. یک سوم (۳۴ درصد) گزارش داده‌اند که پیدا کردن و بررسی داده‌های مدارک پزشکی زمان طولانی‌تر می‌برد، و ۳۲٪ گزارش شده داده‌اند که خواندن یادداشت‌ها دیگر پزشکان کندتر می‌باشد. افزایش قابلیت حمل و دسترسی به سوابق پزشکی الکترونیکی نیز ممکن است باعث سهولت کار شود علاوه بر آن در مقایسه با مدارک پزشکی کاغذی این وسیله می‌تواند توسط افراد غیرمجاز یا کاربران سود جو دیده و به سرقت رود، که در قانون اطلاعات و دسترسی سلامت جهت افزایش الزامات امنیتی برای سوابق پزشکی الکترونیکی تأکید شده‌است و شاهد دیگر آن رخنه‌های بزرگی است که در سوابق محرمانه توسط کاربران EMR گزارش شده‌است. نگرانی در مورد امنیت اطلاعات منجر به مقاومت در استفاده گسترده از آن‌ها شده‌است. سوابق پزشکی دست‌نویس کاغذی ممکن است به خوبی خوانا نباشند، که می‌تواند به خطاهای پزشکی شود. فرم‌های از پیش چاپ شده، استانداردسازی علایم اختصاری و استانداردهای لازم برای نوشتار به منظور بهبود قابلیت اطمینان سوابق پزشکی کاغذی استفاده شده‌اند. پرونده‌های الکترونیکی ممکن است با استانداردسازی فرم‌ها، اصطلاحات و داده‌های ورودی بهبود پیدا کنند. دیجیتال‌سازی فرم‌ها جمع‌آوری داده را برای مطالعه بیماری‌های واگیر و مطالعات بالینی تسهیل می‌بخشد.
EMRها می‌توانند طور مداوم به روزرسانی شوند. (با برخی محدودیت‌های قانونی- پایین را ببینید). اگر توانایی تبادل سوابق بین سیستم‌های EMR مختلف کامل شد ("قابلیت همکاری") می‌تواند هماهنگی ارائه مراقبت‌های بهداشتی در مراکز غیر وابسته را تسهیل بخشد. علاوه بر این، داده‌های یک سیستم الکترونیکی می‌تواند به صورت ناشناس برای گزارش‌های آماری در مسائلی مانند بهبود کیفیت، مدیریت منابع و بهداشت عمومی نظارت بر بیماری‌های مسری استفاده شود.

## خدمات پزشکی اورژانسی (مراقبتهای پیش از بیمارستان)
خدمات آمبولانس در استرالیا و ایالات متحده از سیستم‌های EMR استفاده می‌کنند. اتفاقات اورژانسی در ایالات متحده در انطباق با استاندارد NEMSIS (سیستم اطلاعات اورژانس ملی) با سیستم عامل‌ها و برندهای مختلفی ثبت می‌شوند. مزایای پرونده الکترونیکی در آمبولانس عبارتند از: به اشتراک‌گذاری اطلاعات بیمار، پیشگیری از جراحت/ بیماری، آموزش بهتر برای امدادگران، بررسی استانداردهای بالینی، گزینه‌های تحقیقاتی بهتر برای مراقبت‌های پیش از بیمارستانی و طراحی گزینه‌های درمان آینده، بهبود نتایج بر اساس اطلاعات، و پشتیبانی تصمیم‌گیری بالینی.
تشخیص خودکار دست خط از فرم‌های پزشکی آمبولانس نیز موفق بوده‌است. به عنوان مثال شرکت Intermedix TripTix پشتیبانی از دست خط را برای تمام عناصر استاندارد NEMSIS 3.3.4 و ۳٫۴٫۰ و همچنین فرم‌های سفارشی بر روی دستگاه‌های ویندوز ارائه می‌دهد. این سیستم‌ها اجازه می‌دهند اسناد پزشکی کاغذی مرسوم در زمان ورود با صرف هزینه سربار کمتر به دیجیتال تبدیل می‌شود. پس از آن اطلاعات می‌توانند به صورت مؤثری برای تجزیه و تحلیل بیماری‌های واگیر، از جمله باز شناسایی اطلاعات در سطح ملی استفاده شوند.

## ویژگی‌های فنی
- قالب دیجیتال، استفاده و به اشتراک‌گذاری اطلاعات در شبکه‌های امن را قادر می‌سازد.
- پیگیری مراقبت‌ها (به عنوان مثال نسخه) و نتایج (به عنوان مثال فشار خون)
- انجام هشدار و یادآوری
- ارسال و دریافت دستورهای، گزارش‌ها، و نتایج
- کاهش زمان پردازش صدور صورت حساب و ایجاد سیستم صدور صورت حساب دقیق تر
- تبادل اطلاعات بهداشتی
- چارچوب فنی و اجتماعی که حرکت الکترونیکی این اطلاعات بین سازمان را ممکن می‌سازد.

استفاده از یک EMR برای خواندن و نوشتن رکورد بیمار نه تنها از طریق یک ایستگاه کاری ممکن است، اما، بسته به نوع سیستم و تنظیمات مراقبت‌های بهداشتی، ممکن است از طریق دستگاه‌های تلفن که قادر به خواندن دست خط، تبلت‌ها و گوشی‌های هوشمند همراه نیز ممکن است قادر به دسترسی باشد. پرونده الکترونیک پزشکی ممکن است شامل دسترسی به سوابق سلامت شخصی (PHR) که باعث می‌شود یادداشت‌های فردی از EMR به آسانی قابل مشاهده باشد و برای مصرف‌کنندگان قابل دسترسی است.
برخی از سیستم‌های EMR به‌طور خودکار رویدادهای بالینی را با تجزیه و تحلیل داده‌های بیمار از طریق پرونده‌های الکترونیکی سلامت برای پیش‌بینی، شناسایی و به ویژه جلوگیری از عوارض جانبی نشان می‌دهند. این می‌تواند شامل ترخیص / دستور انتقال، سفارش‌های داروخانه، نتایج رادیولوژی، نتایج آزمایشگاهی و هر گونه اطلاعات دیگر از خدمات جانبی یا یادداشت‌ها ارائه دهد. این نوع از نظارت بر رویداد با استفاده از تبادل اطلاعات بهداشت عمومی لوئیزیانا، یک ارتباط بین اطلاعات سلامت عمومی گسترده ایالتی و پرونده‌های پزشکی الکترونیکی اجرا شده‌است. وضعیت سلامت عمومی گسترده‌ای با سوابق پزشکی الکترونیکی. این سیستم به ارائه دهندگان خدمات پزشکی زمانی که یک بیمار مبتلا به ایدز در بیش از دوازده ماه مراقبت دریافت نکرده باشد، هشدار می‌دهد. این سیستم تا حد زیادی فرصت‌های حیاتی از دست رفته را کاهش می‌دهد.

## دیدگاه‌های فلسفی از EHR
در یک بررسی پژوهشی سیستماتیک روایی در این زمینه، روش‌های فلسفی مختلفی برای EHR وجود دارد. ادبیات سیستم‌های اطلاعات سلامت، EHR را به عنوان یک حامل جهت نگهداری اطلاعات بیمار، و یک ابزار برای جمع‌آوری داده‌های بالینی برای استفاده ثانویه (صدور صورت حساب، حسابرسی و غیره) می‌بیند. با این حال، دیگر روش‌های مرسوم تحقیقاتی، EHR را به عنوان یک ابزار نوشتاری مصنوعی درون یک سیستم تکنیکی اجتماعی می‌بینند. به عنوان مثال، در نظریه بازی EHR را به عنوان یک شبکه actant مشاهده می‌کند، در حالی که تحقیقات در کار مشارکتی پشتیبانی شده توسط کامپیوتر (CSCW (EHR را به عنوان یک ابزار پشتیبانی از کارهای خاص می‌بیند.
مزایای متعددی از EHRها نسبت به پرونده‌های کاغذی ارائه شده‌است، اما در مورد میزانی که این کار در عمل از خود نشان داده‌است بحث وجود دارد.

## پرونده الکترونیک سلامت چگونه می‌تواند مراقبت از بیمار را بهبود بخشد؟
پرونده الکترونیک سلامت HER جهت سازماندهی اطلاعات سلامت بیمار و انتشار فوری آن در بین افرادِ دخیل در پروسه مراقبت از بیمار به وجود آمده‌است. پزشکان با استفاده از اعلان‌های EHR از مراجعات قبلی بیمار به پزشکان دیگر مطلع می‌شود و در صورتی که آن‌ها توصیه نامه ایی برای بیمار در سستم ثبت کرده‌اند، پزشک از آن‌ها مطلع خواهد شد.
EHR سابقه جامع و به روز بیمار را در تیم درمان قرار می‌دهد. این موضوع مخصوصاً در بیمارانی که توسط چندین متخصص ویزیت شده‌اند، بیماران اورژانسی و بیمارانی که نیاز به انتقال از یک مرکز درمانی به مرکز درمانی دیگر دارند، بسیار کاربرد دارد. به‌طور کلی استفاده از پرونده الکترونیک سلامت در پروسه‌های درمانی مزایای زیر را در پی دارد:
- کم شدن خطاهای پزشکی
- تسریع در زمان اعلام نتایج آزمایش و تصویر برداری
- حذف پرونده‌های کاغذ
- یکپارچه سازی روند مراجعه، تشخیص و تجویز
- ارتباط مؤثر با تیم درمانی جهت هماهنگی‌های بهتر در زمینه مراقبت از بیمار
- ارتقا سطح کیفیت خدمات درمانی[۱]

## پیاده‌سازی، کاربر نهایی و ملاحظات بیمار

### کیفیت
مطالعات متعددی به این پرسش پرداخته‌اند که آیا EHRها منجر به بهبود کیفیت مراقبت‌ها شده‌اند. در یک مطالعه در ۲۰۱۱ در رابطه با مراقبت از دیابت، که در مجله پزشکی نیوانگلند منتشر شده، شواهدی وجود دارد که مراقبت با EHR منجر به ارائه کیفیت بهتر شده‌است.
EMR در نهایت ممکن است به بهبود هماهنگی مراقبت کمک کند. یک مقاله در یک مجله تجاری نشان می‌دهد از آنجا که هر کسی می‌تواند با استفاده از EMR نمودار کامل بیمار را مشاهده کند، این امر منجر به کاهش خطا در حدس زدن تاریخچه، دیدن متخصصان متعدد، انتقال صاف و روان بین مراکز مراقبت می‌شود، و ممکن است در شرایط اضطراری مراقبت بهتری را ایجاد کند. EHRها نیز ممکن است با ارائه دسترسی بهتر به پزشکان و بیماران، نتایج آزمون، شناسایی اطلاعات از دست رفته بیمار، و ارائه توصیه‌های مبتنی بر شواهد برای خدمات پیشگیرانه، اقدامات پیشگیرانه را بهبود ببخشد.

### هزینه‌ها
هزینه زیاد EHR و عدم اطمینان ارائه دهنده در مورد ارزش آن‌ها در قالب بازگشت سرمایه‌گذاری تأثیر قابل توجهی در استفاده از EHR داشته‌است. در یک پروژه توسط دفتر هماهنگ‌کننده ملی اطلاعات سلامت (ONC)، نظر سنجی‌ها نشان داده‌اند که مدیران بیمارستان و پزشکان که از EHR استفاده کرده بودند ذکر کرده‌اند که هر گونه سود در بهره‌وری با کاهش بهره‌وری فناوری مورد استفاده، همراه با نیاز به افزایش اطلاعات فناوری کارکنان جهت استفاده از سیستم اجرا شده جبران شده‌است.
ایالات متحده در دفتر بودجه کنگره به این نتیجه رسیدند که صرفه جویی در هزینه ممکن است تنها در موسسات بزرگ یکپارچه مانند قیصر Permanente Kaiser و نه در دفاتر پزشک کوچک رخ می‌دهد. آن‌ها تخمین شرکت رند از میزان صرفه جویی را به چالش کشیدند. «پزشکان در مطب به‌طور خاص ممکن است از خرید این محصول هیچ سودی نبرند و حتی ممکن است از آسیب مالی رنج ببرند. اگرچه استفاده از فناوری اطلاعات سلامت می‌تواند صرفه جویی در هزینه برای نظام سلامت در مقیاس بزرگ تولید کند که هزینه EHR را جبران می‌کند. بسیاری از پزشکان ممکن است قادر به کاهش هزینه‌های اداری خود یا افزایش درآمد خود به اندازه کافی برای پرداخت آن نباشند. به عنوان مثال، استفاده از سلامت فناوری اطلاعات می‌تواند تکرار تعدادی از تست‌های تشخیصی را کاهش دهد. با این حال، بهبود در بهره‌وری منجر به افزایش درآمد بسیاری از پزشکان نخواهد شد.» یکی از مدیر عامل‌های یک شرکت EHR استدلال کرده‌است که اگر یک پزشک در دفتر به انجام آزمایش بپردازد، ممکن است درآمد خود را کاهش دهد.
شک و تردید در مورد صرفه جویی در هزینه از EHRها توسط محققان دانشگاه هاروارد، دانشکده وارتون دانشگاه پنسیلوانیا، دانشگاه استنفورد، و دیگران مطرح شده‌است.

### زمان
اجرای EMR به‌طور بالقوه می‌تواند باعث کاهش زمان و شناسایی بیماران برای بستری در بیمارستان شود. یک تحقیق از سالنامه طب داخلی نشان داد که از زمان تصویب EMR کاهش نسبی ۶۵ درصد در زمان ثبت شده‌است (از ۱۳۰ ساعت به ۴۶ ساعت).

### کیفیت نرم‌افزار و قابلیت استفاده
اطلاعات بهداشت و درمان و جامعه سیستم‌های مدیریت (HIMSS)، یک گروه تجاری بسیار بزرگ صنایع بهداشت و درمان ایالات متحده، در سال ۲۰۰۹ مشاهده کرد که نرخ اجرای EHR «کندتر از چیزی است که در ایالات متحده انتظار می‌رود به ویژه در مقایسه با سایر بخش‌های صنعت، و دیگر کشورهای توسعه یافته. یک دلیل کلیدی، جدا از هزینه‌های اولیه و بهره‌وری از دست رفته در طول اجرای EMR، عدم کارایی و قابلیت استفاده از EMRهای موجود کنونی است.» مؤسسه ملی ایالات متحده استاندارد و فناوری وزارت بازرگانی قابلیت استفاده را در سال ۲۰۱۱ مورد مطالعه قرار داده و لیستی از تعدادی از مسائل خاصی که توسط کارکنان بهداشتی گزارش شده‌است تهیه کردند. EHR ارتش ایالات متحده، AHLTA، گزارش شده‌است که مشکلات قابل توجهی در رابطه با مسائل قابلیت استفاده دارد. مشاهده شد که تلاش برای بهبود قابلیت استفاده از EHR باید در زمینه ارتباط بین پزشک و بیمار قرار داده شود.
با این حال، پزشکان به فناوری‌های تلفن همراه مانند گوشی‌های هوشمند و تبلت‌ها با سرعت سریع آغوش باز کرده‌اند. بر اساس یک نظرسنجی در سال ۲۰۱۲ توسط پزشکان، ۶۲٫۶ درصد از پاسخ دهندگان (۱۳۶۹ پزشکان، مدیران عمل، و دیگر ارائه دهندگان مراقبت‌های بهداشتی) می‌گویند که از دستگاه‌های تلفن همراه برای عملکرد کار خود استفاده می‌کنند. دستگاه‌های تلفن همراه به‌طور فزاینده‌ای قادر به همگام سازی با سیستم‌های پرونده الکترونیک سلامت می‌باشد و در نتیجه به پزشکان اجازه می‌دهد به سوابق بیماران از مکان‌های از راه دور دسترسی داشته باشند. اغلب دستگاه‌ها گسترشی از سیستم دسکتاپ EHR هستند، و از انواع نرم‌افزارها برای برقراری ارتباط و دسترسی به فایل از راه دور استفاده می‌کنند. مزایای استفاده از دسترسی سریع به سوابق بیمار در هر زمان و هر مکان روشن است، اما میزبان زیادی نگرانی‌های امنیتی ایجاد می‌کند. هم‌زمان با اینکه سیستم‌های همراه بیشتر رایج شده‌است، عملکردها نیازمند شیوه‌های سیاست جامعی هستند که الزامات امنیتی و حریم شخصی بیمار را حفظ کند.

### عواقب ناخواسته
تحقیقات تجربی در انفورماتیک اجتماعی، تکنولوژی اطلاعات و ارتباطات (ICT) به هر دو عواقب خواسته شده و ناخواسته اشاره می‌کند.
در سال ۲۰۰۸ یک رویداد هشدار سنتینل از کمیسیون مشترک آمریکا، سازمانی که به بیمارستان‌های آمریکایی اعتبار ارائه خدمات بهداشت و درمان اعطا می‌کند، بیان می‌کند که «در فناوری اطلاعات سلامت (HIT) و تکنولوژی‌های همگرا ارتباط متقابل بین دستگاه‌های پزشکی و HIT به‌طور فزاینده‌ای توسط سازمان‌های مراقبت بهداشتی تثبیت می‌شود، کاربران باید در فکر خطرات ایمنی و پیشگیری از عوارض جانبی که این پیاده‌سازی می‌تواند ایجاد یا تداوم بخشد، باشند. عوارض جانبی وابسته به فناوری را می‌توان با همه اجزای سیستم فناوری جامع مرتبط دانست و ممکن است شامل اشتباهات مشترک یا حذف شدنی باشند. این عوارض جانبی ناخواسته معمولاً ناشی از ارتباط انسان و ماشین یا طراحی سازمان/ سیستم‌های بنیادی می‌باشد.» کمیسیون مشترک به عنوان مثالی یک پایگاه داده ایالات متحده فارماکوپه MEDMARX را ذکر کرده‌است که از ۱۷۶۴۰۹ سوابق خطا دارو برای سال ۲۰۰۶، حدود ۲۵ درصد (۴۳٬۳۷۲) شامل برخی از جنبه‌های تکنولوژی کامپیوتر به عنوان حداقل یک علت خطا می‌باشد.
خدمات بهداشت ملی (NHS) در انگلستان گزارش نمونه‌های خاصی از عواقب ناخواسته ناشی از عواقب ناخواسته EHR در سال ۲۰۰۹ را در مدیریت ریسک‌های بالینی مربوط به استقرار و استفاده از نرم‌افزارهای بهداشتی ذکر کرده‌است.
در یادداشت اداره غذا و دارو ایالات متحده (FDA) در فوریه سال ۲۰۱۰، این سازمان به عواقب ناخواسته EHR شامل خطاهای پزشکی مربوط به EHR به علت (۱) خطاهای کمیسیون (EOC) (2) خطای حذف یا انتقال (EOT)، (۳) خطا در تجزیه و تحلیل داده (EDA)، و (۴) ناسازگاری بین برنامه‌های کاربردی چند فروشنده نرم‌افزار یا سیستم (ISMA) و نمونه‌های دیگر اشاره می‌کند. در این یادداشت FDA همچنین اشاره می‌کند که «عدم اجرای گزارش اجباری در مسائل ایمنی H-IT، تعداد گزارش دستگاه‌های پزشکی (MDRs) را محدود کرده‌است و مانع درک جامع تر از مشکلات واقعی و پیامدهای آن شده‌است.»
گزارش مجمع عمومی انجمن انفورماتیک پزشکی آمریکا (AMIA) در سال ۲۰۱۰ شامل توصیه‌هایی در مورد ایمنی بیمار مرتبط با EHR، شفافیت، آموزش‌های اخلاق برای خریداران و کاربران، اعمال بهترین تمرین‌ها و باز تکرار تنظیم الکترونیکی نرم‌افزار بهداشت می‌شود. فراتر از مسائل اساسی همچون نگرانی در رابطه با تداخل علاقه و حفظ حریم خصوصی، پرسشی در مورد راه‌هایی که رابطه پزشک و بیمار بواسطه یک واسطه الکترونیکی تحت تأثیر قرار خواهد گرفت، مطرح شده‌است.
در طول فاز پیاده‌سازی، حجم کار متخصصان مراقبت‌های بهداشتی ممکن است به علت روند آشنایی آن‌ها با سیستم جدید به‌طور قابل توجهی افزایش یابد.

### حریم خصوصی و محرمانه
در ایالات متحده در سال ۲۰۱۱ ،۳۸۰ نقض بزرگ داده وجود داشت که تعداد ۵۰۰ یا بیشتر از آن‌ها مربوط به پرونده بیماران ذکر شده در وب سایت وزارت بهداشت و خدمات انسانی ایالات متحده (HHS) جهت حقوق شهروندی وجود دارد. تا کنون، از ارسال اولین پست در سپتامبر ۲۰۰۹ تا آخرین پست در تاریخ ۸ دسامبر ۲۰۱۲، تعداد ۱۸۰۵۹۸۳۱ «مشکلات فردی»، و حتی تعداد گسترده بی‌شماری از مشکل نقض گزارش شده‌است. دفتر حقوق مدنی پرونده ده‌ها هزار مورد از نقضی که تحت گزارش فدرال ذکر شده را منتشر نکرده‌است که کمتر از ۵۰۰ بیمار را در هر مورد تحت تأثیر قرار داده‌است.

## مسائل دولتی، حریم خصوصی و حقوقی

### نگرانی‌های حریم خصوصی
در ایالات متحده، بریتانیا، و آلمان، مفهوم مدل ملی سرور متمرکز داده‌های بهداشت و درمان به صورت ضعیفی پرداخته شده‌است. مسائل مربوط به حریم خصوصی و امنیت در چنین مدلی مورد نگرانی بوده‌است.
نگرانی‌های حریم خصوصی در بهداشت و درمان در هر دو مورد پرونده‌های کاغذی و الکترونیکی وجود دارد. بر طبق گفته لس آنجلس تایمز، حدود ۱۵۰نفر (از پزشکان و پرستاران تا تکنسین و کارمندان صدور صورت حساب) به حداقل بخشی از سوابق بیمار در طول بستری شدن در بیمارستان دسترسی دارند، و ۶۰۰٬۰۰۰ پرداخت‌کننده، ارائه دهنده و سایر نهادهایی که مسئولیت رسیدگی به اطلاعات صدور صورت را دارند دسترسی به برخی از این اطلاعات دارند. افشاگری‌های اخیر از شکاف‌های «امنیتی» موجود در داده در سرورهای متمرکز اطلاعات، در بانکداری و دیگر موسسات مالی، در صنعت خرده فروشی، و در پایگاه داده‌های دولت، باعث نگرانی در مورد ذخیره‌سازی سوابق پزشکی الکترونیکی در یک سرور مرکزی شده‌است. پرونده‌ای که از طریق اینترنت رد و بدل می‌شود در معرض چنین نگرانی‌های امنیتی همانند هر نوع دیگری از داده‌های موجود بر روی اینترنت می‌باشد.
قانون قابلیت حمل و پاسخگویی بیمه بهداشت و درمان (HIPAA) در ایالات متحده در سال ۱۹۹۶ برای ایجاد قوانینی برای دسترسی، احراز اصالت، ذخیره‌سازی و حسابرسی و انتقال سوابق پزشکی الکترونیکی به تصویب رسید. این استاندارد برای پرونده‌های الکترونیکی محدودیت دقیق تری نسبت به پرونده‌های کاغذی ایجاد می‌کند. با این حال، نگرانی در مورد کفایت این استانداردها وجود دارد.
در ایالات متحده، اطلاعات سوابق پزشکی الکترونیکی به عنوان اطلاعات سلامت حفاظت شده (PHI) اشاره شده و مدیریت آن به قانون بیمه حمل و پاسخگویی بهداشت (HIPAA) و همچنین بسیاری از قوانین محلی محول شده‌است. HIPAA اطلاعات بیمار را محافظت می‌کند؛ اطلاعاتی که تحت این عمل محافظت می‌شوند عبارتند از: اطلاعاتی که پزشکان و پرستاران در مدارک پزشکی الکترونیکی وارد می‌کنند، مکالمات بین یک پزشک و یک بیمار که ممکن است ثبت شود، و همچنین اطلاعات صدور صورت حساب. به موجب این قانون محدودیتی وجود دارد که چه مقدار اطلاعات را می‌توان افشا، کرد و همچنین چه کسی می‌تواند این اطلاعات را بیمار دریافت کند. بیماران همچنین اگر بخواهند به یک کپی از سوابق خود دسترسی خواهند داشت، و اگر اطلاعات آن‌ها با شخص ثالثی به اشتراک گذاشته شود مطلع خواهند شد. اشخاص تحت پوشش ممکن است اطلاعات سلامتی حفاظت شده خود را به مقامات مجری قانون جهت مقاصد اجرای قانون همانگونه که قانون لازم می‌داند (از جمله احکام دادگاه، مجوز اجرایی دادگاه، احضاریه) و درخواست‌های اداری فاش کنند؛ یا برای شناسایی یا پیدا کردن یک فرد مظنون، فراری، شاهد مواد مخدر، یا شخص گم استفاده شود.
ارائه دهندگان خدمات پزشکی و مراقبت‌های بهداشتی ۷۶۷ رخنه امنیتی را در اطلاعات سلامت ۲۳۶۲۵۹۳۳ بیمار در طول دوره ۲۰۰۶–۲۰۱۲ تجربه کرده‌اند.
در اتحادیه اروپا (EU)، یک دستور اجرایی مستقیم جدید، از مقررات پارلمان اروپا و شورا، در سال ۲۰۱۶ به تصویب رسید که در سال ۲۰۱۸ برای محافظت از پردازش اطلاعات شخصی، از جمله آن‌هایی که به منظور مراقبت‌های بهداشتی، تحت عنوان مقررات عمومی حفاظت از داده‌ها به اجرا در خواهد آمد.
تهدیدهای اطلاعات بهداشتی را می‌توان تحت سه عنوان طبقه‌بندی:
- تهدید بشر، از جمله کارکنان یا هکرها
- تهدید طبیعی و محیط زیست، مانند زلزله، طوفان و آتش‌سوزی.
- شکست تکنولوژی، مانند رخنه‌های سیستمی

این تهدیدات می‌تواند داخلی، خارجی، عمدی یا غیرعمدی باشد؛ بنابراین، هر فردی انتظار دارد برنامه نویسان از اطلاعات سیستم‌های این تهدیدات خاص را در هنگام بحث در مورد راه‌هایی برای محافظت از اطلاعات سلامت بیماران در ذهن داشته باشند. مشخص شده‌است که یک عدم آگاهی امنیتی در میان کاربران مراقبت‌های بهداشتی در کشورهایی مانند اسپانیا وجود دارد. قانون بیمه انتقال و پاسخگویی بهداشت (HIPAA) یک چارچوب را برای کاهش آسیب از این تهدیدها توسعه داده‌است که جامع هست اما برای محدود کردن گزینه‌های متخصصان مراقبت‌های بهداشتی که ممکن است به فناوری‌های مختلف دسترسی داشته باشند چندان خاص نیست.
قانون حفاظت اطلاعات شخصی و اسناد الکترونیک (PIPEDA) در کانادا در تاریخ ۱۳ آوریل سال ۲۰۰۰ اختیار رویال یافت که قوانین در رابطه با استفاده، انتشار و جمع‌آوری اطلاعات شخصی ایجاد کند. اطلاعات شخصی شامل هر دو فرم غیر دیجیتال و الکترونیکی می‌باشد. در سال ۲۰۰۲، PIPEDA در مرحله ۲ از اجرای این قانون به بخش بهداشت و درمان افزایش یافته‌است. چهار استان‌ها وجود دارد که این قانون صدق نمی‌کند زیرا قانون حریم خصوصی آن‌ها شبیه به PIPEDA در نظر گرفته شده‌است: آلبرتا، بریتیش کلمبیا، انتاریو و کبک.
یک مسئله عمده که در حفظ حریم خصوصی در شبکه آمریکا برای پرونده سلامت الکترونیکی نشات گرفته‌است، استراتژی برای تأمین امنیت حفظ حریم خصوصی بیماران است. رئیس‌جمهور سابق آمریکا بوش دستور ایجاد این شبکه را صادر کرد، اما بازرسان فدرال گزارش داده‌اند که هیچ استراتژی روشنی برای محافظت از حریم خصوصی بیماران در حالی که پرونده‌های پزشکی الکترونیکی در سراسر ایالات متحده در حال گسترش می‌باشد وجود ندارد. در سال ۲۰۰۷، دفتر پاسخگویی دولت گزارش داد که «آشفته بازاری از مطالعات و سیاست‌های مبهم وجود دارد اما هیچ استراتژی کلی به منظور حصول اطمینان از حفظ حریم خصوصی در ارتباط شبکه‌های کامپیوتری بیمه گزاران، پزشکان، بیمارستان‌ها و دیگر ارائه دهندگان مراقبت‌های بهداشتی پی ریزی نشده‌است.»
تهدید حریم خصوصی ایجاد شده توسط قابلیت همکاری شبکه ملی دارای نگرانی‌های کلیدی است. یکی از منتقدان شدید EMRها، استاد یعقوب م. اپل از دانشگاه نیویورک، ادعا کرده‌است که تعداد زیادی از مردم که نیاز به دسترسی به چنین سیستم ملی واقعاً سازگار دارند، که ۱۲ میلیون تخمین زده می‌شود، در مقیاس گسترده به نقض حریم خصوصی اجتناب ناپذیری منجر خواهد شد. اپل نوشته‌است که در حالی که "بیمارستان دقت می‌کنند که چه کسانی به بیماران VIP دسترسی دارند،" آن‌ها در برابر یک "یک داروساز فضول در آلاسکا " که" سم‌شناسی ادرار در نامزد دخترش در فلوریدا را بررسی می‌کند که شخص دارای معتاد به کوکائین باشد. " ناتوان خواهند بود.
این یک مانع قابل توجهی برای تصویب EHR است. مسئولیت‌پذیری در میان همه کسانی که در پردازش معاملات الکترونیکی از جمله بیمار، کارکنان مطب پزشک، و شرکت‌های بیمه، یک عامل کلیدی برای پیشرفت موفقیت‌آمیز EHR در میان حامیان آمریکا EHR می‌باشد که آن‌ها استدلال کرده‌اند که نیاز است یک تغییر اساسی در «نگرش، آگاهی، عادات، و قابلیت‌های در زمینه‌های امنیت و حریم خصوصی» پرونده سلامت فرد در صورت تصویب EHR رخ دهد.
بر طبق گزارش مجله وال استریت، DHHS هیچ اقدامی در شکایت تحت HIPAA نکرده‌است، و پرونده‌های پزشکی تحت دستور دادگاه در اعمال حقوقی مانند ادعاهای ناشی از تصادفات خودرو فاش شده‌است. HIPAA دارای محدودیت‌های خاص بر روی پرونده‌های روان درمانی می‌باشد، اما به گفته این مجله سوابق روان درمانی همچنین می‌توانند بدون اطلاع مشتری یا مجوز فاش شوند. به عنوان مثال، پاتریشیا گالوین، یک وکیل در سان فرانسیسکو، یک روانشناس در بیمارستان و درمانگاه استنفورد دیدم که نامزدش خودکشی کرده بود. درمانگر خود به او اطمینان داده بود که پرونده او محرمانه خواهد ماند. اما پس از آنکه او برای مزایای از کارافتادگی اقدام کرد، استنفورد اطلاعات درمان او را در اختیار بیمه گر قرار داد، و بیمه گر منافع او را بر اساس یک سوء تعبیر از یادداشت گالوین تکذیب کرد.
در بخش خصوصی، بسیاری از شرکت‌ها در حال حرکت رو به جلو در توسعه، استقرار و پیاده‌سازی مجموعه‌های مدارک پزشکی و تبادل اطلاعات سلامت می‌باشند. طبق قانون، شرکت ملزم به رعایت تمام استانداردهای HIPAA و اتخاذ همان شیوه‌هایی هستند که در دولت فدرال برای سال‌ها وجود داشته‌است. این شامل دو ایده، استانداردسازی قالب داده‌هایی که به صورت الکترونیکی رد و بدل می‌شوند و فدرال‌سازی شیوه‌های امنیت و حریم خصوصی در میان بخش خصوصی است. شرکت‌های خصوصی وعده داده‌اند که «سیاست‌های حفظ حریم خصوصی دقیق و روش» می‌باشد. اگر حفاظت و امنیت بخشی از توسعه سیستم‌ها نباشد، مردم نه به تکنولوژی اعتماد خواهند کرد و نه در آن مشارکت می‌کنند. همچنین بر سر مالکیت داده بحث وجود دارد، که در آن شرکت‌های خصوصی تمایل به ارزش و حفاظت از حقوق اطلاعات دارند، اما در این اسناد اشاره نشده‌است که بیماران اطلاع داشته باشند که اطلاعات آن‌ها برای اهداف تجاری استفاده شود.
در سال ۲۰۱۳، گزارشی بر اساس اسناد منتشر شده توسط ادوارد اسنودن نشان داد که آژانس امنیت ملی آمریکا در شکستن کدهای رمزنگاری محافظت پرونده سلامت الکترونیکی، در میان دیگر پایگاه‌های اطلاعات موفق بوده‌است.
در سال ۲۰۱۵، ۴٫۵ میلیون پرونده سلامت در دانشگاه پزشکی UCLA هک شد.

### مسائل حقوقی

#### بدهی
مسئولیت حقوقی در تمام جنبه‌های مراقبت‌های بهداشتی یک مشکل رو به گسترش در دهه ۱۹۹۰ و ۲۰۰۰ بود. افزایش سرانه وکلا و تغییرات در سیستم شبه جرم منجر به افزایش هزینه‌های هر جنبه‌ای از بهداشت و درمان شد، و فناوری مراقبت‌های بهداشتی از این قاعده مستثنی نیست.
شکست یا خسارات ناشی از نصب یا استفاده از یک سیستم EHR باعث یک تهدید در پرونده‌های حقوقی شده‌است. به‌طور مشابه، مهم است که تشخیص دهند که اجرای پرونده سلامت الکترونیکی و حمل با آن خطرات قانونی قابل توجه همراه است.
این نگرانی مسئولیت خاص مورد توجه شرکت‌های کوچک سازنده سیستم EHR بود. برخی از شرکت‌های کوچکتر ممکن است مجبور به ترک بازار بر اساس شرایط حقوقی منطقه‌ای شوند. ارائه دهندگان بزرگتر EHR)و یا ارائه دهندگان مورد حمایت دولت از EHRها) بهتر قادر به مقاومت در برابر حملات قانونی هستند.
در حالی که هیچ استدلالی وجود ندارد که اسناد الکترونیکی بیمار بازدید داشته‌است و داده مراقبت از بیمار را بهبود می‌بخشد، افزایش نگرانی وجود دارد که چنین اسناد و مدارک می‌تواند پزشکان را به سوی تعقیب قانونی به علت استفاده نا درست بکشاند. غیرفعال کردن هشدار پزشک، انتخاب از منوها، و استفاده از قالب‌ها پزشکان را تشویق می‌کند که به بررسی کامل از سابقه گذشته بیمار و داروها نداشته باشد، و در نتیجه اطلاعات مهم از دست می‌رود.
یکی دیگر از مشکلات بالقوه تمبر زمانی الکترونیکی است. بسیاری از پزشکان بی‌اطلاع هستند که سیستم‌های EHR تولید یک زمان تمبر الکترونیکی در هر بار که پرونده بیمار به روز شود می‌کند. اگر یک ادعای قصور به دادگاه برود، از طریق فرایند کشف، دادستان می‌تواند درخواست دقیق از تمام نوشته‌هایی که در پرونده الکترونیکی بیمار وجود دارد داشته باشد. انتظار برای ترسیم یادداشت‌های بیمار تا پایان روز و اضافه شدن توضیحات به سوابق پس از مراجعه بیمار می‌تواند مشکل ساز باشد، که این عمل می‌تواند دقت کمتری در ورود اطلاعات بیمار ایجاد کند یا نشان می‌دهد که ممکن است قصد غیرقانونی تغییر در پرونده بیمار وجود داشته باشد.
در برخی جوامع، بیمارستان تلاش برای استانداردسازی سیستم‌های EHR با ارائه نسخه‌های تخفیف از نرم‌افزار بیمارستان به ارائه دهندگان خدمات بهداشتی محلی می‌کند. در این عمل چالشی ایجاد شده‌است که به عنوان یک تخلف از قوانین استارک شناخته می‌شود که در آن بیمارستان را از کمک به ارائه دهندگان خدمات بهداشتی جامعه منع می‌کند. در سال ۲۰۰۶، با این حال، استثناهایی به قاعده استارک برای اجازه به بیمارستان جهت ارائه نرم‌افزار و آموزش به ارائه دهندگان جامعه، عمدتاً برای از بین بردن این مانع قانونی وضع شد.

#### قابلیت همکاری حقوقی
در موارد استفاده برون مرزی در پیاده‌سازی EHR، موضوع اضافی دیگری در رابطه با قابلیت همکاری قانونی ایجاد می‌شود. کشورهای مختلفی ممکن است الزامات قانونی واگرایی برای محتوا یا استفاده از پرونده الکترونیکی سلامت داشته باشند، که می‌تواند تغییرات اساسی در آرایش فنی اجرای EHR را در صورت درخواست ایجاد کند. (به ویژه هنگامی که ناسازگاری قانون اساسی وجود داشته باشد) بنابراین اغلب لازم است در هنگام پیاده‌سازی برون مرزی EHR این مسایل بررسی شود.

### پیروی از مقررات

#### سطح ۷ سلامت
در ایالات متحده، بازپرداخت برای بسیاری از خدمات بهداشتی و درمانی بر اساس کار خاصی که توسط ارائه دهندگان مراقبت‌های بهداشتی در مدارک پزشکی بیمار مستند شده‌است، می‌باشد. مقامات مجری در ایالات نگران آن هستند که قابلیت‌های موجود در بسیاری از پرونده الکترونیکی سلامت، به ویژه کپی و چسباندن، ممکن است ادعا جعلی برای بازپرداخت را ایجاد کند. مقامات نگران هستند که ارائه دهندگان خدمات بهداشتی به راحتی ممکن است با استفاده از این سیستم به ایجاد اسناد و مدارک مراقبت‌های پزشکی بپردازند که در واقع رخ نداده‌است. این نگرانی‌ها در سال ۲۰۱۲، در نامه‌ای مشترک از وزارت دادگستری، وزارت بهداشت و خدمات انسانی به جامعه بیمارستان آمریکایی ایالات متحده به اوج خود رسید. در پاسخ انجمن بیمارستان آمریکایی، بر نیاز به هدایت روشن از سوی دولت در خصوص رفتار مجاز و ممنوع با استفاده از پرونده الکترونیکی سلامت تمرکز کرد. در گزارش حسابرسی دسامبر ۲۰۱۳، دفتر بازرس کل ایالات متحده HHS (دفتر سرمفتش) در گزارش حسابرسی خود تکرار کرد که آسیب‌پذیری همچنان در سوء استفاده از پرونده سلامت الکترونیکی وجود دارد. دفتر کاری سرمفتش در سال ۲۰۱۴ تمرکز بیشتری را در استفاده از ارائه دهندگان خدمات از پرونده سلامت الکترونیکی نشان می‌دهد.

## همکاری تحت مدیریت سازمان ملل و سازمان‌های معتبر
مدیران سازمان بهداشت جهانی (WHO) سازمان ملل متحد عمداً به استانداردسازی بین‌المللی سوابق پزشکی و نه به پرونده سلامت شخصی توجه نمی‌کنند. با این حال، WHO به تعریف حداقل نیازها برای کشورهای در حال توسعه کمک می‌کند.
با این حال بخش استاندارد سازمان ملل متحد، سازمان بین‌المللی استاندارد (ISO) متن کاملی را برای استانداردها در حوزه پلت فرم HL7 برای انفورماتیک مراقبت‌های بهداشتی ایجاد کرده‌است. استانداردهای مربوطه با استاندارد ISO / HL7 موجود هستند.
۱۰۷۸۱: ۲۰۰۹ مدل کاربردی پرونده سلامت الکترونیکی-سیستمی، نسخه ۱٫۱و مجموعه‌ای جزئیات ذکر شده در استاندارد.

## نقض اطلاعات پزشکی
قانون امنیت، با توجه به بهداشت و خدمات انسانی (HHS)، یک چارچوب امنیتی برای شیوه‌های کوچک و همچنین موسسات بزرگ ایجاد می‌کند. برای همه اشخاص تحت پوشش باید یک برنامه امنیتی نوشته شده‌است. HHS سه مؤلفه لازم برای طرح امنیتی شناسایی می‌کند: پادمان اداری، حفاظت ایمن فیزیکی و اقدامات ایمنی فنی.
با این حال، ارائه دهندگان پزشکی و خدمات بهداشتی ۷۶۷ نقض امنیتی در اطلاعات محرمانه بهداشتی از ۲۳۶۲۵۹۳۳ بیمار در طول دوره ۲۰۰۶–۲۰۱۲ گزارش کرده‌اند.
اکثر کشورها در اروپا یک استراتژی برای توسعه و اجرای ضبط سیستم الکترونیک سلامت ایجاد کرده‌اند. این به معنی دسترسی بیشتر به پرونده سلامت توسط ذینفعان متعدد، حتی از کشورهایی با سطوح پایین‌تر از حفاظت از حریم خصوصی می‌باشد. اجرای آینده دستورالعمل بهداشت برون مرزی و برنامه‌های کمیسیون اتحادیه اروپا برای متمرکز کردن تمام پرونده‌های سلامت نگرانی نخست اتحادیه اروپا می‌باشد که بر این باورند که سازمان‌های مراقبت بهداشتی و دولت نمی‌تواند برای مدیریت داده‌های الکترونیکی خود مورد اعتماد باشند و اطلاعات آن‌ها در معرض تهدید قرار می‌گیرد.
ایده یک سیستم متمرکز پرونده الکترونیک سلامت بازخورد ضعیفی توسط مردم داشته‌است که نگران هستند دولت ممکن است استفاده از این سیستم را برای مقاصد خود گسترش دهد. همچنین خطر نقض حریم خصوصی وجود دارد که ممکن است اجازه دهد اطلاعات مراقبت‌های بهداشتی حساس به به دست افراد سودجو بیفتد برخی از کشورها قوانینی را تصویب کرده‌اند که نیاز به اعمال اقدامات حفاظتی برای حفظ امنیت و محرمانه بودن اطلاعات پزشکی که به صورت الکترونیکی به اشتراک گذاشته می‌شود دارد و به بیماران برخی از حقوق مهم برای نظارت بر سوابق پزشکی خود و اطلاع‌رسانی برای از دست دادن و کسب غیرمجاز از اطلاعات سلامت را می‌دهد. ایالات متحده و اتحادیه اروپا اطلاعیه نقض داده پزشکی اجباری تحمیل کرده‌اند.
قانون بیمه درمان قابلیت حمل و دسترسی به بهداشت (HIPAA) نیاز به اقدامات حفاظتی برای محدود کردن تعداد افرادی که دسترسی به اطلاعات شخصی دارند ایجاد کرده‌است. با این حال، تعداد افرادی که ممکن است دسترسی به اطلاعات شما داشته باشند به عنوان بخشی از عملیات و کسب و کار ارائه دهنده مراقبت‌های بهداشتی یا طرح مشخص شده‌است، اما هیچ راه واقع بینانه‌ای برای برآورد تعداد افرادی که ممکن است به سوابق شما دسترسی داشته باشند وجود ندارد.
علاوه بر این، اجرای قانون تحت HIPAA مجاز است. در برخی موارد، اطلاعات پزشکی ممکن است بدون حکم یا با حکم دادگاه فاش شود.

### اطلاع‌رسانی نقض
هدف از اطلاع‌رسانی نقض اطلاعات شخصی محافظت از افراد است به‌طوری‌که آن‌ها می‌توانند تمام اقدام‌های لازم را برای محدود کردن اثرات نامطلوب نقض انجام دهند و ایجاد انگیزه در سازمان‌ها برای بهبود امنیت زیرساخت برای محافظت از محرمانه بودن داده‌ها کنند. قانون ایالات متحده نیاز به اطلاع‌رسانی به افراد در صورت نقض را ملزم می‌کند در حالی که رهنمود اتحادیه اروپا در حال حاضر نیاز به اطلاع‌رسانی نقض را تنها زمانی ملزم می‌داند که نقض به احتمال زیاد حریم خصوصی فرد را تحت تأثیر قرار دهد. اطلاعات سلامت شخصی برای افراد ارزشمند است و در نتیجه سخت است به ارزیابی اینکه آیا نقض سبب آسیب شهرت یا مالی یا باعث اثرات سوء بر حفظ حریم خصوصی افراد است بپردازد.
قانون امنیت که در سال ۲۰۰۵ به تصویب رسید، اطلاع‌رسانی نقض را ملزم نمی‌داند. با این حال، ممکن است توسط قوانین دولتی که به انواع صنایع، از جمله ارائه دهندگان مراقبت‌های بهداشتی اعمال شده‌است، اطلاع‌رسانی مورد نیاز باشد. در کالیفرنیا، یک قانون از سال ۲۰۰۳ نیاز است که فسخ HIPAA تحت پوشش سازمان می‌تواند باعث یک اطلاع شود حتی اگر توسط HIPAA این اطلاع‌رسانی مورد نیاز نباشد. از تاریخ ۱ ژانویه ۲۰۰۹، ساکنان کالیفرنیا باید در صورت نقض اطلاعات سلامت مطلع شوند.
قانون و مقررات فدرال در حال حاضر به اطلاع از نقض اطلاعات سلامت حقوق قایل می‌شود. قانون فناوری اطلاعات سلامت اقتصادی و بهداشت بالینی (HITECH) به HHS و تجارت فدرال کمیسیون (FTC) نیاز دارد تا مطالعه و تحقیق را در حفظ حریم خصوصی و داده‌های امنیت اطلاعات سلامت شخصی مشترک کنند. HITECH همچنان نیاز دارد تا سازمان‌ها به صدور قوانین اطلاع‌رسانی نقض که طبق HIPAA تحت پوشش نهادها و فروشندگان مبتنی بر وب است اقدام کنند که بر ذخیره‌سازی اطلاعات سلامت الکترونیکی اعمال می‌شود. FTC قوانین مربوط به نقض اتخاذ کرده‌است که برای اطلاع‌رسانی فروشندگان مبتنی بر اینترنت است.
این قانون اطلاع‌رسانی نقض در اتحادیه اروپا، حفظ حریم خصوصی بهتر با معافیت کمتر ایجاد کرده‌است که بر خلاف قانون ایالات متحده کسب ناخواسته، دسترسی، یا استفاده از اطلاعات بهداشتی حفاظت شده و افشای غیرعمدی با نیت خوب را منع می‌کند.

## مسائل فنی

### استانداردها
- ASC X12) EDI) پروتکل معامله استفاده شده برای انتقال اطلاعات بیمار است. محبوب در ایالات متحده برای انتقال داده‌های صدور صورت حساب است.
- CEN TC/251 استانداردهای EHR در اروپا را فراهم می‌کند از جمله:
  - EN 13606، استاندارد ارتباطی برای اطلاعات EHR
  - (CONTSYS (FA 13940 پشتیبانی از تداوم مراقبت از استانداردسازی پرونده
  - HISA (FA 1296 یک استاندارد خدماتی برای ارتباط بین سیستم در یک محیط اطلاعات بالینی.
- تداوم مراقبت رکورد - ASTM بین‌المللی تداوم در استاندارد مراقبت رکورد
- DICOM - یک پروتکل استاندارد ارتباطات بین‌المللی برای نمایندگی و انتقال رادیولوژی (و دیگر) داده‌های مبتنی بر تصویر، با حمایت مالی NEMA (انجمن ملی سازندگان برق)
- HL7 - یک پروتکل استاندارد برای ارتباطات پیام و متن بین سیستم‌های ضبط بیمارستان و پزشک، و بین سیستم‌های مدیریت عمل.
- منابع همکاری سریع بهداشت و درمان قابلیت(FHIR) - یک پیشنهاد مدرن از HL7 طراحی شده برای ارائه باز، دسترسی به اطلاعات پزشکی گرانول
- ISO - ISO TC 215 مشخصات فنی بین‌المللی برای EHR فراهم می‌کند. 18308 ISO به توصیف معماری HER می‌پردازد.
- xDT - یک خانواده از فرمت تبادل اطلاعات برای اهداف پزشکی است که در سیستم بهداشت عمومی آلمان استفاده می‌شود.

دولت فدرال ایالات متحده قوانین جدیدی برای پرونده سلامت الکترونیکی صادر کرده‌است.

#### مشخصات گسترش یافته
- openEHR: یک انجمن گسترش یافته مخصوص برای اشتراک پرونده بهداشتی با محتوای مبتنی بر وب آنلاین که توسط کارشناسان در حال توسعه است با قابلیت چند زبانه قوی.
- پرونده‌های پزشکی مجازی: الگوی پیشنهادی HL7 برای ارتباط با سیستم‌های پشتیبانی تشخیص بالینی.
- SMART (تعویض برنامه پزشکی، فناوری‌های قابل استفاده مجدد): خصوصیات بسترهای نرم‌افزاری گسترش یافته برای ارائه یک پایه استاندارد برای برنامه‌های کاربردی بهداشتی.

#### سفارشی‌سازی
هر کدام از محیط‌های بهداشت و درمان اغلب در موارد قابل توجهی عملکرد متفاوتی دارند. دشوار است که یک "قالب کلی یکسان " برای سیستم‌های EHR ایجاد کرد. بسیاری از EHRها نسل اول به تناسب نیازهای پزشکان مراقبت‌های اولیه طراحی شده بودند. آن‌ها برخی نیازهای تخصصی مورد نیاز را در سیستم‌های EHR نادیده گرفته بودند.
یک سیستم EHR ایدئال پرونده‌های استانداردی را داراست که بتواند قابلیت سفارشی‌سازی در هر محیطی را داشته باشد. ماژول‌سازی یک سیستم EHR این تسهیل می‌کند. بسیاری از شرکت‌های EHR فروشندگانی را ارائه سفارشی‌سازی استخدام می‌کند.
این سفارشی‌سازی اغلب می‌تواند به نحوی انجام شود که رابط ورودی یک پزشک از نزدیک شبیه فرم‌های کاغذی قبلاً استفاده شده باشد.
در همان زمان آن‌ها اثرات منفی در ارتباطات، افزایش اضافه کاری، و از دست رفتن سوابق را زمانی که یک سیستم غیر سفارشی EMR استفاده شده، گزارش داده‌اند. سفارشی کردن نرم‌افزار زمانی که ارائه می‌شود بیشترین بازده را دارد چون برای کاربران در نظر گرفته شده و متناسب با گردش خاص آن مؤسسه است.
سفارشی‌سازی می‌تواند معایب خود را داشته باشد، در گام اول پیاده‌سازی سیستم‌های سفارشی می‌تواند هزینه‌های بالاتری را داشته باشد. زمان بیشتری باید توسط هر دو تیم پیاده‌سازی و مراقبت‌های بهداشتی صرف درک عملکردهای مورد نیاز شود.
توسعه و نگهداری از این رابط‌ها و سفارشی‌سازی همچنین می‌تواند منجر به هزینه‌های اجرای نرم‌افزار و تعمیر و نگهداری بالاتر می‌شود.

### حفظ و ذخیره‌سازی طولانی مدت از سوابق
عامل مهمی در فرایند توسعه پرونده الکترونیکی سلامت برنامه‌ریزی برای نگهداری طولانی مدت و ذخیره‌سازی از این پرونده است. این زمینه نیازمند تصمیم‌گیری برای طول زمان برای ذخیره EHRها ست، روش برای اطمینان از دسترسی آینده و سازگاری داده‌های آرشیو در توان سیستم‌های بازیابی توسعه یافته، و چگونگی اطمینان از امنیت فیزیکی و مجازی از آرشیو است.
علاوه بر این، ملاحظات در مورد ذخیره‌سازی طولانی مدت پرونده سلامت الکترونیکی به علت احتمال اینکه این اطلاعات ممکن است یک روز به موازات در سیستم‌های دیگر بخش مراقبت مورد استفاده قرار گیرند پیچیده می‌شود. سوابق این ویژگی را دارند توسط نهادهای مستقل متعدد ایجاد، استفاده، ویرایش، و مشاهده شوند. این اشخاص شامل، اما منحصر نمی‌شوند به، پزشکان مراقبت‌های اولیه، بیمارستان‌ها، شرکت‌های بیمه، و بیماران می‌شوند. مندل و همکاران اشاره کرده‌اند که "انتخاب ساختار و مالکیت این پرونده‌ها تأثیر عمیقی بر دسترسی و حفظ حریم خصوصی از اطلاعات بیمار خواهد داشت. "
طول مورد نیاز ذخیره‌سازی یک پرونده الکترونیکی سلامت فرد در مقررات ملی و دولتی، که در معرض تغییر است در طول زمان بستگی دارد. روتسالین و منینگ یافته‌اند که زمان نگهداری نمونه‌ای از داده‌های بیمار بین ۲۰ تا ۱۰۰ سال متغیر است. در یک مثال از چگونگی عملکرد آرشیو EHR، تحقیقات آن‌ها نشان داده‌است " توصیف یک مورد اعتماد آرشیو دفتر اسناد رسمی تعاونی تقریب (TNA) که داده‌های بهداشتی دریافت شده از EHR سیستم‌های مختلف، فروشگاه‌های داده همراه با ارتباط متا اطلاعات برای مدت طولانی و توزیع اشیاء EHR داده‌است. TNA می‌تواند اطلاعات را در فرمت XML ذخیره کند و یکپارچگی داده‌های ذخیره شده با کمک سوابق رویداد، برچسب زمانی و امضا آرشیو انجام می‌شود. "
علاوه بر آرشیو TNA شرح داده شده توسط روتسالین و منینگ، ترکیب‌های دیگر سیستم‌های EHR و فایل سیستم امکان‌پذیر است. نیازهای کلی برای طراحی و امنیت سیستم و آرشیو آن متفاوت خواهد بود و باید تحت اصول قانونی و اخلاقی مختص به زمان و مکان عمل کند.
در حالی که دقیقاً مشخص نیست که در حال حاضر چه مدت EHRها حفظ خواهند شد، به‌طور متوسط عمر مفید آن از سوابق کاغذی تجاوز می‌کند. تکامل فناوری به گونه‌ای است که برنامه‌ها و سیستم‌های مورد استفاده در اطلاعات ورودی عموماً در دسترس یک کاربر نخواهد بود که بخواهد به بررسی داده بایگانی بپردازد. یک راه حل برای چالش دسترسی طولانی مدت و قابلیت استفاده از داده‌های پیشنهادی توسط سیستم‌های آینده، استفاده از زمینه‌های اطلاعات استاندارد در یک زمان متغیر است، از جمله با زبان XML. اولهد و پترسون گزارش کرده‌است که " فرمت اساسی XML توسط پروژه SPRI دستخوش تست‌های اولیه در اروپا و مناسب با اهداف اتحادیه اروپا یافت می‌شود. SPRI به هیئت ملی سوئدی بهداشت و رفاه و آرشیو ملی سوئدی توصیه کرده‌است که دستورهای ارتباط با استفاده از XML به عنوان فایل قالب برای اطلاعات EHCR است (بهداشت و درمان الکترونیکی اطلاعات). "

### هماهنگ‌سازی از سوابق
هنگامی که مراقبت در دو مکان مختلف ارائه شود، ممکن است مشکل به روزرسانی پرونده در هر دو مکان‌ها وجود داشته باشد.
دو مدل برای برآورده کردن مشکل استفاده شده‌است: راه حل سرور داده‌های متمرکز، و یک برنامه هماهنگ‌سازی فایل نظیر به نظیر (همانگونه که برای برای دیگر برنامه‌های توسعه یافته همکار به همکار شبکه‌ها عنوان شده‌است).
با این حال، برنامه‌های همگام‌سازی برای مدل‌های ذخیره‌سازی توزیع شده، تنها زمانی قابل استفاده می‌باشد که استانداردسازی اطلاعات انجام شده باشد.
ادغام بهداشت و درمان عمومی کنونی با نرم‌افزار پایگاه داده‌های موجود یک چالش مشترک است. توانایی سیستم پرونده الکترونیک سلامت به ارائه این تابع یک عملکرد کلیدی است و می‌تواند تحویل مراقبت‌های بهداشتی را بهبود بخشد.

## سلامت الکترونیک و رادیولوژی از راه دور
به اشتراک‌گذاری اطلاعات مراقبت‌های بهداشتی بیمار بین سازمان‌ها و سیستم‌های فناوری از یک ارتباط «نقطه به نقطه» به مدل «بسیاری از به بسیاری از» در حال تغییر است. اتحادیه اروپا از حرکت برای بهبود تعامل بین مرزی سیستم سلامت الکترونیکی حمایت می‌کند و به حذف موانع قانونی بالقوه همانگونه که در www.epsos.eu/ ذکر شده‌است می‌پردازد. برای اجازه دادن اشتراک گردش کار به گذاشته جهانی، مطالعات تا زمانی که آن‌ها در حال خواندن هستند قفل می‌شود تا زمانی که خواندن اطلاعات تمام شود. رادیولوژیست‌ها قادر به ارائه خدمت امکانات مراقبت‌های بهداشتی متعدد و خواندن و گزارش در مناطق بزرگ جغرافیایی هستند، در نتیجه تعادل وظایف سنگین خواهد بود. بزرگترین چالش به قابلیت همکاری مربوط خواهد بود. در برخی از کشورها تقریباً تمرین تله رادیولوژی ممنوع است. تنوع زبان گفتاری یک مشکل است و قالب گزارش تشریحی چند زبانه برای تمام مناطق هنوز در دسترس نیست. با این حال، بازار برای پرونده سلامت الکترونیکی و تله رادیولوژی سریع تر از هر قانون دیگری در حال تکامل است.